# نام‌ها و سایه‌ها
نام‌ها و سایه‌ها عنوان رمانی است از محمدرحیم اخوت نویسنده معاصر ایرانی که در سال ۱۳۸۲ خورشیدی منتشر شد.

## طرح داستان
نام‌ها و سایه‌ها در دوازده فصل و یک پیشگفتار تنظیم شده‌است. در این داستان راویان مختلف با نثرهای متفاوت مربوط به دوره‌های تاریخی متفاوت حضور دارند.

## جوایز و افتخارات
این کتاب پس از چاپ در فهرست نهایی تمام جوایز ادبی ایران در سال ۱۳۸۳ قرار گرفت و توانست جوایز زیر را کسب کند:
- جایزه یلدا
- جایزه مهرگان